# Abadía de Egmond
La abadía de Egmond o abadía de San Adalberto (en neerlandés: Abdij van Egmond, Sint-Adelbertabdij) es un monasterio benedictino entre Egmond aan den Hoef y Bakkum en el pueblo de Egmond-Binnen del distrito de Bergen en la provincia neerlandesa de Holanda Septentrional. Los restos de san Adalberto de Egmond descansan bajo el altar de la iglesia de la abadía. En esta abadía fueron enterrados los condes de Holanda Teodorico I, Teodorico II, Arnulfo, Teodorico III, Teodorico V, Florencio I y Florencio II.

## Historia

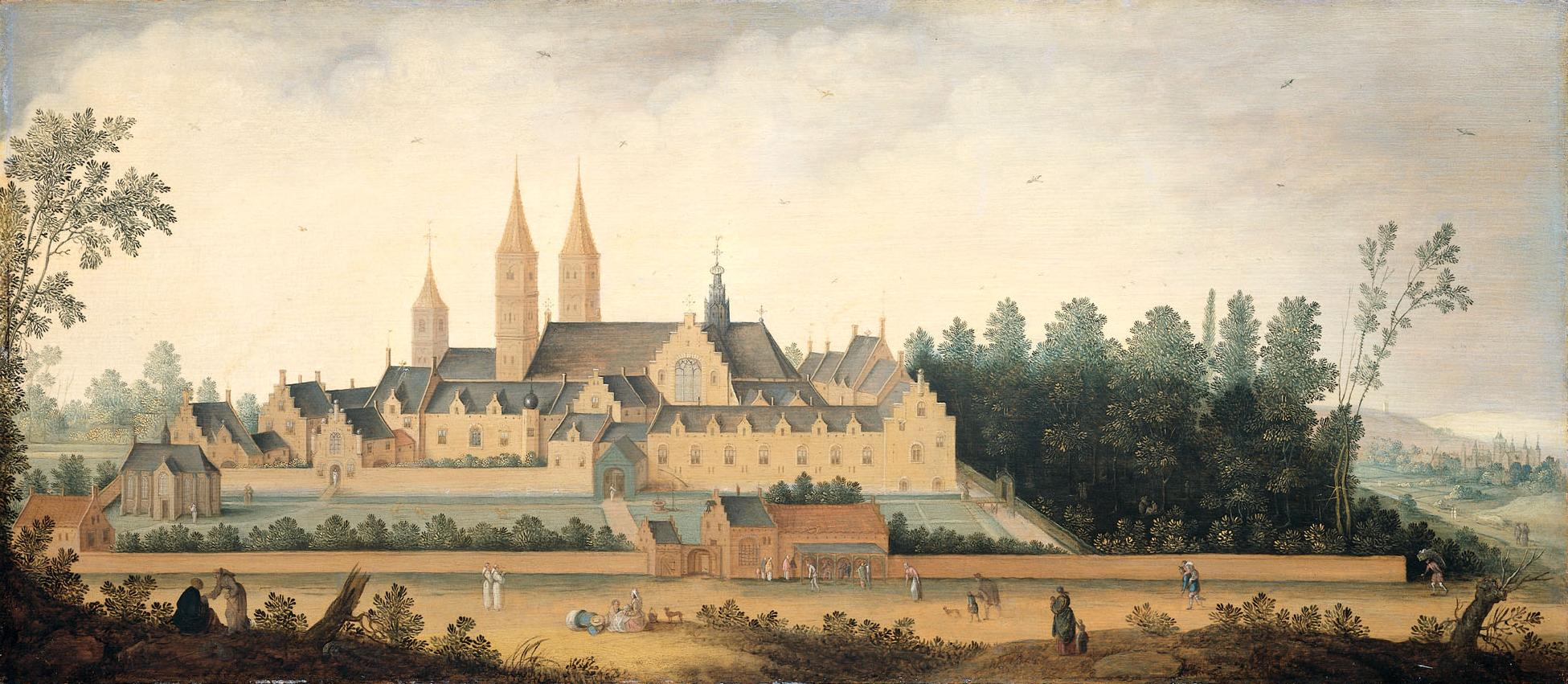
Vista de la abadía original en 1633

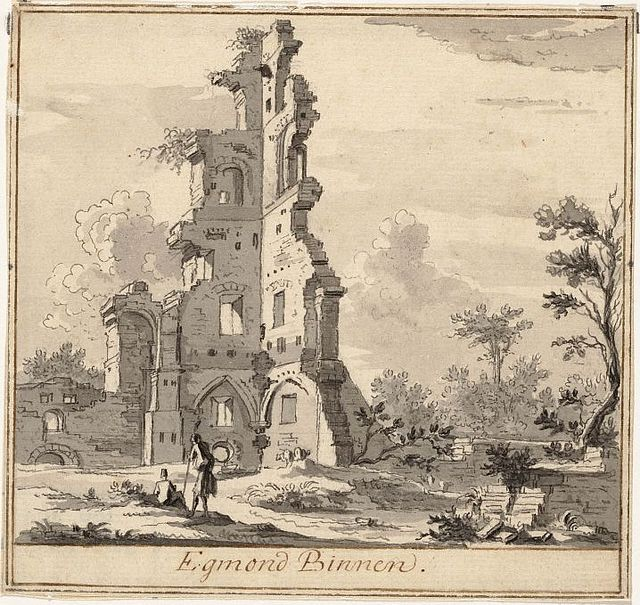
Ruinas de la Abadía de Egmond, 1725

Consagrada en el año 975 y destruida en la Reforma por los llamados mendigos del mar (en neerlandés: geuzen) dirigidos por Diederik Sonoy, fue refundada en 1935 como la actual Sint-Adelbertabdij, diócesis de Haarlem. Es la más antigua abadía de Holanda. Se desarrolló en la Edad Media como un centro religioso y cultural importante en Holanda, con una extensa biblioteca.
La abadía benedictina fue fundada por Teodorico I, conde de Holanda, al parecer, entre 920 y 925, como un convento que, según la tradición local, había existido desde 760 cuando lo visitaron los santos Adalberto y Willibrord.
Alrededor de 950 se comenzó a edificar una iglesia de piedra para sustituir a la antigua de madera, como un regalo del conde Teodorico II y de su esposa Hildegarda para albergar las reliquias de San Adalberto. La consagración de la nueva iglesia al parecer tuvo lugar poco después de 975, y se registra en el Evangelario de Egmond. El Monasterio fue ocupado por monjes benedictinos en sustitución de las religiosas que allí residían bajo la autoridad de la primera abadesa, Erlinda, hija de Teodorico II, las cuales se trasladaron a la abadía de Bennebroek.
Lamoral, conde de Egmond, propietario del castillo cercano, fue decapitado en 1568, lo que inició la rebelión holandesa. Poco después, en 1573, la abadía fue destruida por orden de Guillermo de Orange, justo antes del asedio de Alkmaar, para evitar que fuera utilizada por los españoles, y sus posesiones se destinaron a la creación de la Universidad de Leiden.

## La abadía moderna

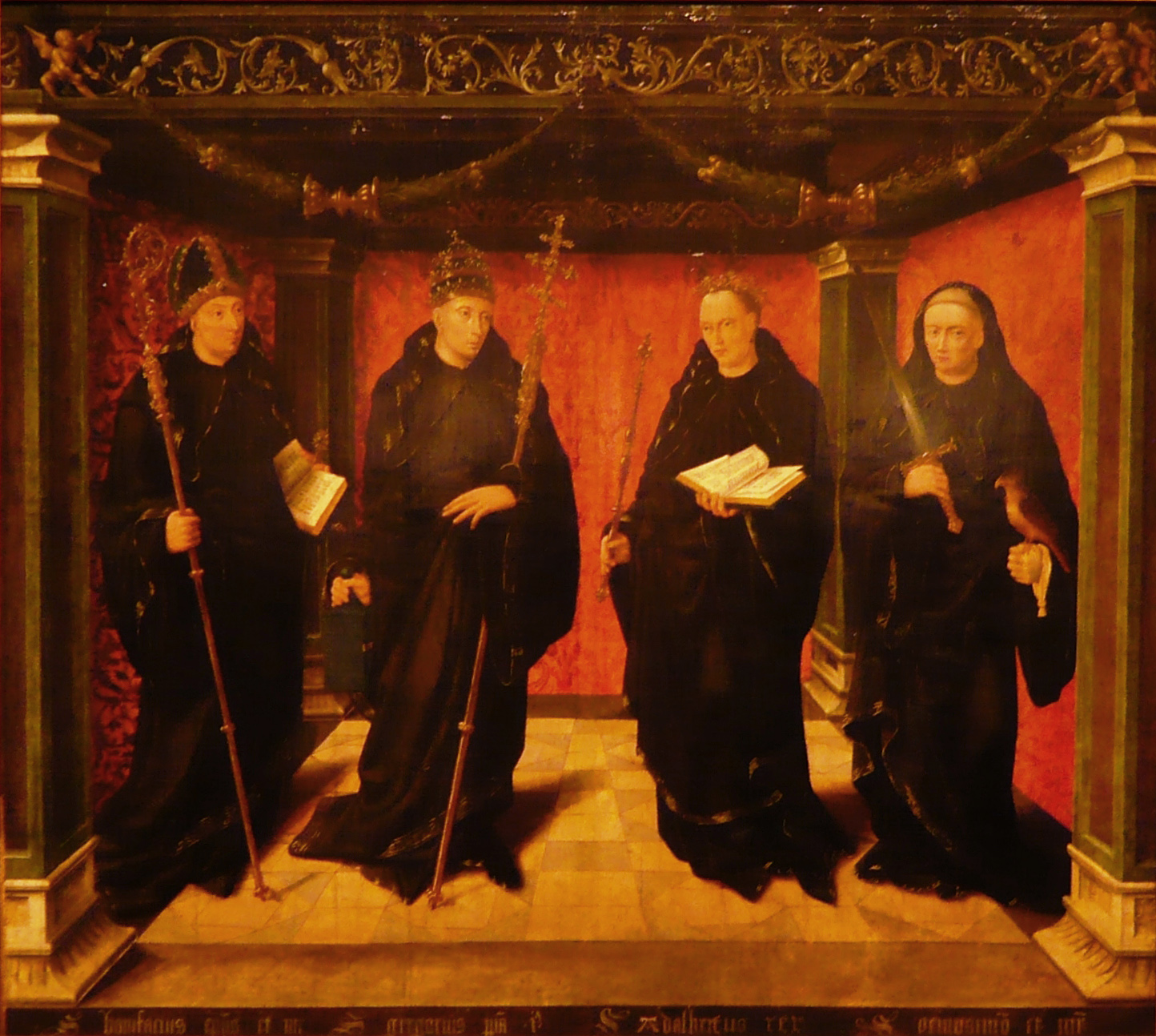
Retablo de la abadía de Egmond de 1530

Después de la Primera Guerra Mundial, el político católico Charles Ruijs de Beerenbrouck apoyó el restablecimiento de la abadía. Fue apodado "noble-bedelman" porque en todas partes pedía dinero para la compra de tierras y sufragar el nuevo edificio. Sus actividades tuvieron éxito, y en 1933 se inició la construcción que finalizó el 23 de agosto de 1935. 
La nueva abadía fue fundada en el sitio de la antigua abadía de Egmond, y se dedicó de nuevo a San Adalberto.
Los primeros edificios, diseñados por A.J. Kropholler, se construyeron en 1935 y se han reformado y ampliado a finales de 1940 y principios de 1950.
Las tierras se volvieron a cultivar. Desde 1989, sin embargo, los campos han sido donados a los agricultores, pues los monjes ya no son capaces de hacer el trabajo agrícola pesado.
En 1984 se devolvieron las reliquias de San Adalberto, que habían sido puestas a salvo en Haarlem cuando fue destruido el monasterio en el siglo XVI. Dichas reliquias se consagraron bajo el altar.
El actual abad es Gerard Mathijsen.

## Relación con el castillo de Egmond

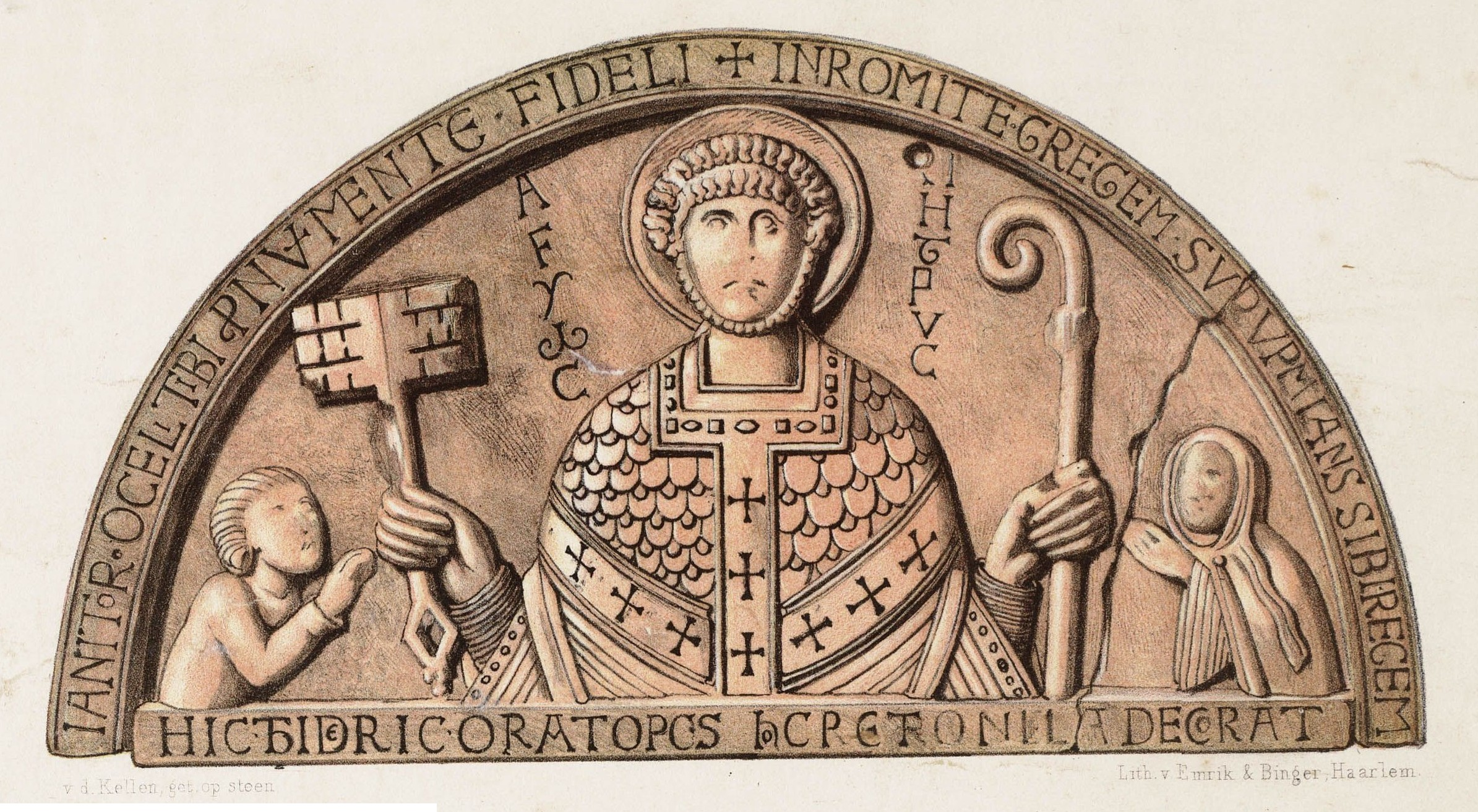
Tímpano de Egmond

Al norte de la abadía se encontraba el castillo de Egmond en Egmond aan den Hoef. El castillo fue construido por el caballero Berwout van Egmond en 1129, que fue pagado por el conde de Holanda para proteger a la abadía y cobrar las rentas. 
Al igual que la abadía, el castillo fue destruido en 1573. Los cimientos son todavía visibles y las tierras que rodean el antiguo foso se han convertido en un parque.

## Legado
Algunas partes de la antigua abadía se han recuperado, como el retablo de 1530 y el Tímpano de Egmond (del siglo XII), que originalmente se hallaba en la portada de la fachada oeste de la iglesia de la abadía, y que desde 1842 se ha conservado en el Rijksmuseum.
En las últimas décadas, el monasterio actual ha sido capaz de recuperar muchas reliquias perdidas, o al menos información sobre ellas.
Por otra parte, en el período transcurrido desde 1568 hasta 1800 (año en que fueron demolidos los restos de la abadía), las ruinas restantes y las ruinas del castillo asociadas sirvieron de inspiración a muchos artistas, entre ellos a Jacob van Ruisdael.